# Caldwellklasse
De torpedobootjagers van de Caldwellklasse kwamen in dienst van de Amerikaanse marine aan het eind van de Eerste Wereldoorlog.
Gebouwd in 1917 en 1918, hadden de zes schepen van de Caldwellklasse een vlak dek om de breekgevoeligheid van de voorgaande Tuckerklasse op te heffen. Het voorste stuk van de romp werd herontworpen om ervoor te zorgen dat de A-koepel niet continu overspoeld werd. De klasse had torpedobuizen op het breedste punt van de romp en koepels op vleugels, beide ontwerpfouten.
Manley werd omgebouwd tot "high-speed destroyer transport" (APD), waarbij de voorste schoorstenen en ketels werden verwijderd, waardoor ze 200 mariniers mee kon nemen samen met vier 11 m Higgins aanvalsboten. Ze kwamen in actie bij Guadalcanal en Kwajalein.
Drie kwamen in dienst van de Royal Navy onder de Destroyers for Bases Agreement als de Leedsklasse. Leeds gaf dekking bij Gold Beach op 6 juni 1944, haar zusters dienden als konvooiescortes. Allen overleefden de oorlog, waarna twee schepen werden afgezonken als doelen en één gesloopt.

## Schepen
- USS Caldwell (DD-69)
- USS Craven (DD-70)
- USS Gwin(DD-71)
- USS Conner (DD-72)
- USS Stockton (DD-73)
- USS Manley (DD-74)